# Xie Xingfang
Xie Xingfang (chin. upr. 谢杏芳, chin. trad. 謝杏芳, pinyin Xiè Xìngfāng; ur. 8 stycznia 1981 r. w Kantonie) – chińska badmintonistka,  wicemistrzyni olimpijska, dwukrotna mistrzyni świata, złota o brązowa medalistka igrzysk azjatyckich. Od 2012 roku jest żoną Lin Dana, z którym ma potomstwo Fang Fang.
Największym sukcesem badmintonistki jest srebrny medal olimpijski w Pekinie (w finale przegrała ze swoją rodaczką Zhang Ning) oraz dwukrotne mistrzostwo świata w grze pojedynczej. Tytuł najlepszej zawodniczki zdobyła podczas turniejów w 2005 i 2006 roku.

## Występy na igrzyskach olimpijskich
Letnie Igrzyska Olimpijskie 2008
| Runda       | Przeciwnik       | Wynik                 |
| ----------- | ---------------- | --------------------- |
| 1/16 finału | Cheng Shao-chieh | W 21–1, 21–9          |
| 1/8 finału  | Olga Konon       | W 21–17, 21–15        |
| Ćwierćfinał | Xu Huaiwen       | W 21–19, 22–20        |
| Półfinał    | Lu Lan           | W 7–21, 21–10, 21–12  |
| Finał       | Zhang Ning       | P 12–21, 21–10, 18–21 |